# Lyonsiella gemma
Lyonsiella gemma är en musselart som beskrevs av Addison Emery Verrill 1880. Lyonsiella gemma ingår i släktet Lyonsiella och familjen Verticordiidae. Inga underarter finns listade i Catalogue of Life.